# Paul Funk
Paul Funk   (Viena, 14 d'abril de 1886 - Viena, 3 de juny de 1969) va ser un matemàtic austríac que es va dedicar a la geometria i al càlcul de variacions, pel qual és més conegut i sobre el que va escriure l'obra de referènciaVariationsrechnung und ihre Anwendung in Physik und Technik (Grundlehren der Mathematischen Wissenschaften, Springer-Verlag, 1962).
Paul Funk era el fill d'un director de banc suplent i va anar a l'institut a Baden bei Wien i a Gmunden. Va estudiar matemàtiques i física a Tübingen, Viena i Göttingen, on va fer el doctorat amb David Hilbert l'any 1911. La seva tesi duia per títol Über Flächen mit lauter geschlossenen geodätischen Linien. L'any 1915 va fer oposicions per una càtedra a l'escola superior tècnica de Praga amb un treball sobre harmònics esfèrics, allà esdevingué professor adjunt l'any 1921 i professor el 1927. Amb l'ocupació de Txecoslovàquia l'any 1939, va perdre la seva plaça i fou deportat el 1944 a Theresienstadt, d'on va ser alliberat l'any 1945. El 1945 va ser destinat com a professor a la Universitat Tècnica de Viena. Quan, a la dècada de 1960, es va intentar elegir l'electrotècnic Heinrich Sequenz en diverses ocasions com a membre de l'Acadèmia austríaca de les ciències, Funk va presentar-hi persistentment peticions i objeccions en contra.